# 圣雅各堂 (加尔各答)
圣雅各堂（St. James' Church）俗称双塔教堂（Jora Girja (Bengali:জোড়া গির্জা)）是印度加尔各答最豪华的教堂之一。
目前的哥特式教堂于1862年6月7日开工建造，孟加拉总督为其奠基，1864年7月25日献堂。其宏伟的双塔主宰着加尔各答的天际线。